# Zolotye jabloki
Zolotye jabloki (Золотые яблоки) è un film del 1954 diretto da Fёdor Ivanovič Filippov.